# Adesmia acuta
Adesmia acuta es una especie de planta floral del género Adesmia, categorizada en la tribu Dalbergieae, de la subfamilia Faboideae.

## Distribución
Especie nativa de Argentina. Crece en el bioma subtropical.

## Taxonomía
Fue descrita por Burkart y publicada en Darwiniana 12: 359 (1962).
Sinónimos heterotípicos
- Adesmia acuta f. choiquesica Burkart.[1]